# Ectropis sublutea
Ectropis sublutea là một loài bướm đêm trong họ Geometridae.